# George Forbes (6e comte de Granard)
Pour l’article homonyme, voir George Forbes.
George Forbes, 6e comte de Granard (14 juin 1760 - 9 juin 1837), est un général et pair irlandais.

## Jeunesse
Forbes est né le 14 juin 1760 et fait ses études à Armagh. Il est le fils aîné de George Forbes (5e comte de Granard) (en), par sa première épouse, Dorothea Bayly, deuxième fille de Nicholas Bayly (2e baronnet), de l'île d'Anglesea, et arrière-petit-fils de l'amiral George Forbes (3e comte de Granard) (en),.
Arrivé au titre en 1780, l'année qui suit son mariage, il effectue une longue tournée sur le continent. Il est présenté au cardinal Henri Benoît Stuart à Rome, assiste à l'une des revues de Frédéric le Grand en Silésie et réside en France et à Vienne.

## Carrière
De retour chez lui, il se consacre à la politique et, à l'instar de Lord et Lady Moira, adopte des opinions libérales et, avec ses votes et son intérêt, soutient régulièrement la politique de Charlemont, Grattan, Curran et d'autres dirigeants du parti libéral en Irlande. Le marquis de Buckingham le qualifie d'adversaire le plus intransigeant de son gouvernement. Granard est nommé lieutenant-colonel dans l'armée le 17 mai 1794, et lieutenant-colonel commandant du 108e régiment d'infanterie, un régiment irlandais qu'il lève en novembre suivant. Le 108e est dissous à Gibraltar en 1796. Granard lève également la milice de Longford et la commande à la bataille de Castlebar en 1798, où le régiment, que l'on disait mécontent, s'enfuit. Lord Cornwallis fait l'éloge de la bravoure de Granard en s'efforçant de rallier son régiment. Il est également présent à Ballinamuck, où les Français, sous Humbert, se rendent à Cornwallis.
Granard manifeste la plus grande aversion pour l'union, une opinion dont aucune des incitations alors si généreusement offertes par le gouvernement ne le fait dévier, et il est l'un des vingt et un pairs irlandais qui enregistrent leur protestation contre la mesure. Ayant été privé de son siège à la Chambre des lords après l'union, il participe peu à la politique, mais se consacre à la gestion de ses domaines et aurait été un propriétaire populaire.
Au cours du bref gouvernement "de tous les talents" en 1806, il est nommé pair du Royaume-Uni sous le titre de baron Granard de Castle Donington, Leicestershire (le siège de son beau-père), et est également nommé greffier de la couronne et le hanaper en Irlande, puis un poste le plus lucratif. Il devient colonel dans l'armée en 1801, major-général en 1808 et lieutenant-général en 1813.
Par la suite, Granard vit principalement en France. Il va en Angleterre pour soutenir à la fois les projets de loi sur l'émancipation et la réforme catholiques romains, et après l'adoption de ce dernier, il se voit offrir une promotion dans la pairie, qu'il refuse, car il a précédemment refusé l'ordre de Saint-Patrick. Il est nommé général en juillet 1830.

## Vie privée
Le 10 mai 1779, il épouse Selina Frances Rawdon, la plus jeune fille de John Rawdon (1er comte de Moira) par sa troisième épouse, Elizabeth Hastings (la fille aînée du neuvième comte de Huntingdon). De cette dame, qui est sœur du premier marquis de Hastings, Granard a neuf enfants, dont :
- George John Forbes, titré vicomte Forbes (1785–1836), député whig du comté de Longford, Lord-lieutenant de Longford qui épouse Frances Mary Territt, fille et héritière de William Territt de Chilton Hall, en 1832. Frances est une femme de la chambre à coucher de la reine Victoria de 1837 à 1874. Après sa mort, elle épouse Thomas Nugent Vaughan en 1838[6].
- Francis Reginald Forbes (1791–1873), qui est ministre plénipotentiaire en Saxe en 1858 et envoyé extraordinaire et ministre plénipotentiaire au Brésil[6].
- CHastings Brudenell Forbes (1793–1815), tué à la bataille de Waterloo[6].
- Angoulême Moira Forbes (1796-1810), décédée jeune[6].
- Ferdinando William Forbes (1801–1802), décédé en bas âge[6].
- Elizabeth Maria Theresa Forbes (1786–1852), qui épouse George Parkyns (2e baron Rancliffe) (en), en 1807[6].
- Selina Francis Forbes (décédée en 1791)[6]
- Adélaïde Dorothea Forbes (décédée en 1858)[6]
- Caroline Selina Forbes (décédée en 1872)[6]

Il meurt à sa résidence, l'Hôtel Marbœuf, Champs-Elysées, Paris, le 9 juin 1837, à l'âge de soixante-dix-sept ans, et est inhumé dans le tombeau familial à Newtownforbes, comté de Longford, Irlande.